# Lepidium longifolium
Lepidium longifolium är en korsblommig växtart som först beskrevs av Pierre Edmond Boissier, och fick sitt nu gällande namn av Al-shehbaz. Lepidium longifolium ingår i släktet krassingar, och familjen korsblommiga växter. Inga underarter finns listade i Catalogue of Life.